# Bernhard Wuermeling (Politiker, 1854)

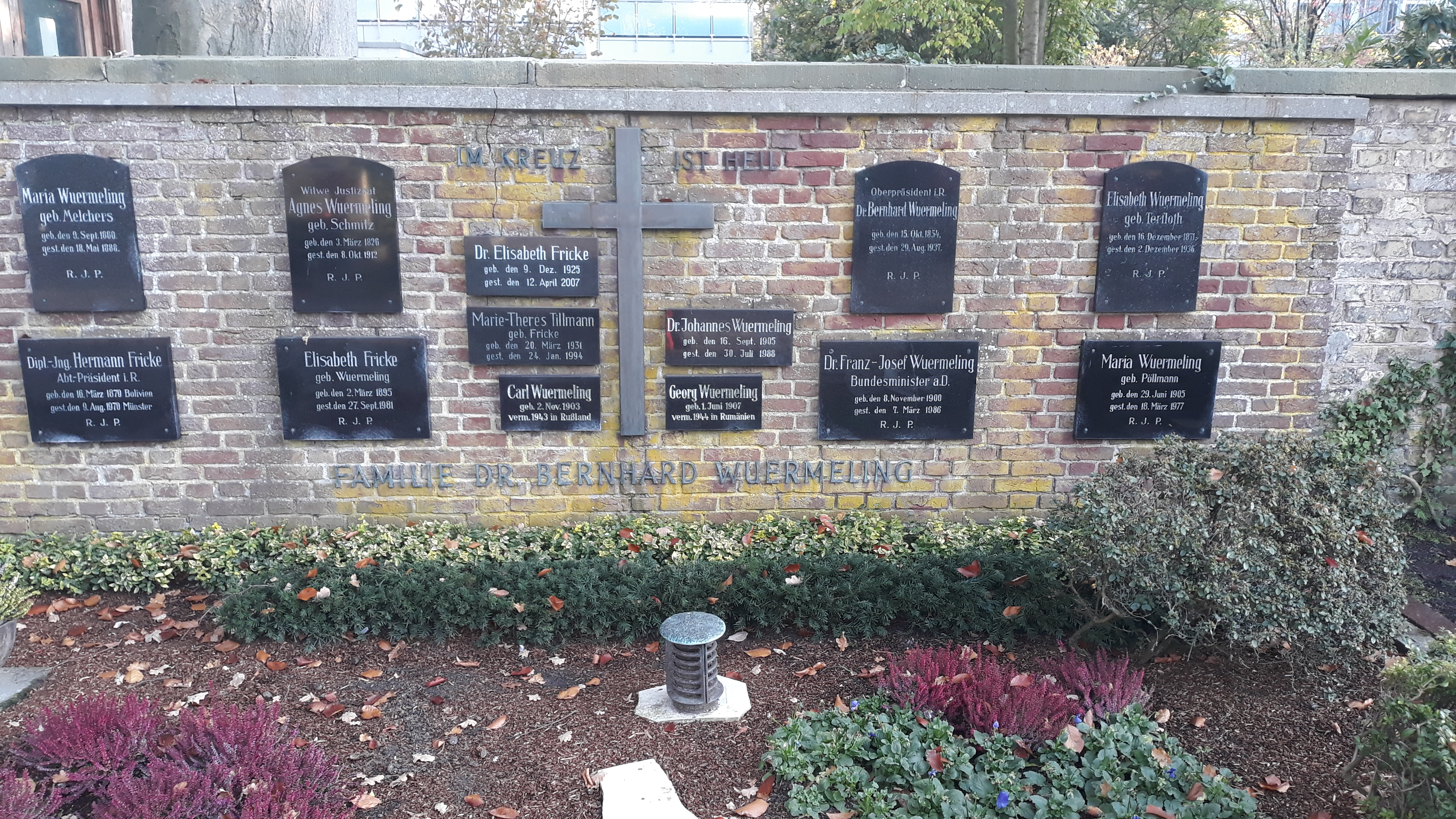
Familiengrab Bernhard Wuermeling auf dem Zentralfriedhof Münster.

Bernhard Wuermeling (* 15. Oktober 1854 in Schwetz an der Weichsel; † 29. August 1937 in Münster) war ein deutscher Beamter und Politiker (Zentrum). Neben seiner Verwaltungskarriere in verschiedenen Ministerien engagierte er sich sozialpolitisch auf kommunaler Ebene in Münster und verbandspolitisch unter anderem im Deutschen Caritasverband.

## Leben

### Ausbildung und Verwaltungskarriere
Bernhard Wuermeling war Sohn des Juristen und Parlamentariers Bernhard Wuermeling. Er besuchte bis 1872 Gymnasien in Kulm, Posen und Münster. Anschließend studierte er Rechtswissenschaften in Leipzig, Tübingen, Heidelberg, Bonn und Breslau. Seit 1873 war er Mitglied der katholischen Studentenverbindung AV Guestfalia Tübingen; später wurde er Mitglied der KDStV Bavaria Bonn, KAV Suevia Berlin und VKDSt Saxonia Münster. Als Referendar ging er nach Greifswald. Von 1877 bis 1879 war er am Kreisgericht Münster tätig und promovierte schließlich in Göttingen. Ab 1880 arbeitete er als Gerichtsassessor in Essen, Duisburg, Wiesbaden und Münster. 1884  wurde er Rechtsanwalt am Landgericht Münster. 1897 ging er als Rechtsanwalt an das Landgericht Wiesbaden.
1898 wurde Wuermeling als Regierungsrat Mitarbeiter im Reichsversicherungsamt in Berlin. 1901 wechselte er als Geheimer Regierungsrat in das Reichsamt des Innern, wo er Referent für Knappschaftsvereine, Gewinnbeteiligung der Arbeiter, das Haftpflichtgesetz, ländliche Arbeiter und Wuchergesetzgebung war. 1917 wurde er zum Ministerialdirigenten befördert. 1918 wurde er Ministerialdirektor im Reichswirtschaftsamt und danach im Reichsarbeitsamt. Von 1919 bis 1922 amtierte er als Oberpräsident der preußischen Provinz Westfalen.

### Partei- und sozialpolitisches Engagement
Bernhard Wuermeling gehörte dem Zentrum an. Von 1886 bis 1893 saß er für den Wahlkreis 3 Münster im Preußischen Abgeordnetenhaus und von 1910 bis 1918 für den Wahlkreis 4 Minden. 1889 wurde er in Münster Stadtverordneter und amtierte von 1889 bis 1896 als zweiter Bürgermeister von Münster. Als Vorsitzender im Armenausschuss beaufsichtigte er die Münsterschen Wohlfahrtseinrichtungen. Als 2. Bürgermeister richtete Wuermeling 15 städtische Armenbezirke ein und initiierte eine Aktiengesellschaft zur Finanzierung eines Bauprogramms von Kleinwohnungen für Arbeiter.
Wuermeling gehörte 1897 zu den Begründern des Caritasverbands für das katholische Deutschland (DCV) und war 1901 Mitbegründer des Caritasverbands in Berlin. Von 1901 bis 1906 war er zweiter und von 1907 bis 1916 Erster Vorsitzender dieses Verbandes. 1913 wurde er Mitglied im Zentralvorstand des DCV und war von 1917 bis 1920 dessen stellvertretender Vorsitzender. 1920 wurde er zum Ehrenmitglied des DCV ernannt. Auch von 1921 bis 1934 gehörte er Zentralvorstand des DCV an und war von 1924 bis 1931 außerdem dessen Erster stellvertretender Vorsitzender. Wuermeling engagierte sich außerdem im Vinzenzverein. Ab 1901 war er Vorsitzender des Verwaltungsrats und von 1907 bis 1912 Vorsitzender des Oberverwaltungsrats des Vinzenzvereins in Berlin. Außerdem gehörte er dem Bonifatius-Verein an.
Sein Sohn Franz-Josef Wuermeling war ebenfalls Politiker.